# Malufiglio/L'urdemo avvertimento (Mario Merola)
Malufiglio/L'urdemo avvertimento è il primo singolo di  Mario Merola, pubblicato nel 1962.

## Descrizione
Il disco contiene due cover che, nello stesso anno, vennero incise anche da Mario Trevi nel singolo omonimo Malufiglio/L'urdemo avvertimento.
Nel 1962 Mario Merola incide il brano Malufiglio (Chiarazzo - Matassa). Per decenni il lancio e la prima incisione del brano vengono a lui attribuite. La notizia è riportata in varie enciclopedie e vari libri dedicati alla canzone napoletana, affermando che, visto il successo ottenuto dalla versione di Mario Merola, successivamente il brano viene inciso da Pino Mauro e Mario Trevi. Tale notizia, però, risulta falsa. A mettere in evidenza l'errore è lo stesso autore del brano, Alfonso Chiarazzo, il quale dichiara che il primo interprete del brano è Pino Mauro. In un video girato il 12 luglio 2016, Chiarazzo dichiara: "(...) il primo interprete è stato Pino Mauro, ed è stato anche il primo cantante ad averla incisa. Incisione avvenuta nell'anno 1961, su dischi 45 giri, etichetta Jockey original record.".

## Tracce
Lato A
- Malufiglio (Chiarazzo - Matassa)

Lato B
- L'urdemo avvertimento (Armetta - Sciotti - Barbella)